# Carl August Fischer
Pour les articles homonymes, voir Fischer.
Carl August Fischer, né le 25 juillet 1828 à Ebersdorf près de Chemnitz et mort le 25 décembre 1892 à Dresde (royaume de Saxe), est un compositeur et organiste allemand.

## Biographie
Carl August Fischer travaille comme organiste à l'église anglaise et à l'église Sainte-Anne de Dresde, et plus tard à l'église des Trois-Rois, toujours à Dresde. Il fait aussi des tournées à Prague, Londres et Édimbourg. D'après Franz Liszt, c'était l'un des organistes les plus doués de son époque.
Il a composé aussi quatre symphonies pour orgue et orchestre, une triade de trois concertos pour orgue pour Noël, Pâques et la Pentecôte, des morceaux pour instruments à cordes, comme violoncelle et orgue, et deux suites pour orgue. L'historien de la musique Markus Rathey décrit Fischer comme un compositeur solide qui a su manier habilement le langage formel de la sonate romantique pour orgue. Il a eu notamment Georg Schumann comme élève.
Ses archives se trouvent à la Bibliothèque d'État et universitaire de Saxe à Dresde.

## Quelques œuvres
- Drei Lieder für eine Singstimme mit Begleitung des Pianoforte op. 2., Praeger & Meier, Bremen, vers 1884
- Die Ilse (texte: Heinrich Heine)
- Ich halte ihr die Augen zu, op. 10 (quatre Lieder) n° 3 (texte: Heinrich Heine)
- Böser Traum, op. 11 (Lieder) n° 2 (texte: Heinrich Heine)
- Consolation, für Violoncello und Orgel, éd.: Bernhard Päuler. Amadeus Verlag, Fichtenau, 2000.
- Fantasie, op. 21 (CD: Sebastian Krause, Gabriele Wadewitz: Sonntagsposaunenstück – Romantische Musik für Posaune und Orgel. Audio-CD bei Raum Klang, 2000.)
- Pfingsten, Concert für die Orgel, op. 26, éd.: Andreas Rockstroh. Butz Musik-Verlag.
- Weihnachten, Concert für die Orgel
- Ostern, Concert für die Orgel
- Adagio in B-flat major. éd.: Rudolph Palme (1834-1909), in:  Ritter-Album für die Orgel. R. Sulzer, Magdeburg, [1880].
- „In memoriam“. Symphonie für Orchester und Orgel, op. 28 („Geschrieben in Erinnerung an Weimars Fürstengruft“)
- Symphonie für Orchester und Orgel, op. 30